# Helmut Baumgärtel
Helmut Baumgärtel (* 15. Juli 1936 in Selb) ist ein deutscher Physikochemiker.

## Leben
Helmut Baumgärtel studierte an der TH München Chemie und wurde 1962 in physikalischer Chemie promoviert. Im Jahr 1971 schloss er seine Habilitation ab. Nachdem er von 1964 bis 1968 als Wissenschaftlicher Rat an der Universität München und danach als Akademischer Rat an der Albert-Ludwigs-Universität Freiburg arbeitete, berief ihn die Universität Freiburg 1974 zum Professor. 1970 führte er erste Arbeiten mit Synchrotronstrahlung am DESY in Hamburg durch.
1977 wurde er als Professor für Physikalische Chemie an die Freie Universität Berlin berufen und 2004 emeritiert. Von 1978 bis 1982 war er wissenschaftlicher Geschäftsführer der Berliner Elektronenspeicherring-Gesellschaft für Synchrotronstrahlung (BESSY).
1995 bis 1996 war er Erster Vorsitzender der Deutschen Bunsen-Gesellschaft für Physikalische Chemie (Bunsen-Gesellschaft). Seit 2003 ist er Ehrenmitglied der Deutschen Bunsen-Gesellschaft für Physikalische Chemie. Damit wurde Helmut Baumgärtels vorbildlicher Einsatz für die Wissenschaft im Allgemeinen und für die Physikalische Chemie im Besonderen, für die Deutsche Bunsen-Gesellschaft und für die Zeitschrift Physical Chemistry Chemical Physics, PCCP gewürdigt. Er hat 1999 den Zusammenschluss der Fachzeitschriften Faraday Transactions und Berichte der Bunsen-Gesellschaft zur Zeitschrift PCCP maßgeblich mitgestaltet und die Bunsen-Gesellschaft mehrere Jahre im Ownership Board von PCCP vertreten.